# Bab Diwan
Bab Diwan (arabe : باب الديوان), aussi appelée Bab El Bhar (باب بحر soit « Porte de la mer »), est l'une des portes de la médina de Sfax, aménagée au milieu de la face sud des remparts entre Bab El Kasbah à l'ouest et Bab Borj Ennar à l'est.

## Étymologie
L'appellation de Bab Diwan remonte à la dynastie hafside : elle tire son nom du terme arabe diwan (ديوان) qui désigne les services de l'administration locale dont le rôle est l'organisation et la gestion des transactions économiques et commerciales qu'entretient la ville avec le monde extérieur. Cette porte est communément appelée Bab El Bhar vu qu'elle ouvrait, autrefois, directement sur la côte méditerranéenne.

## Histoire
Constituée de quatre ouvertures plus ou moins récentes, Bab Diwan représente différentes époques de l'histoire de la médina de Sfax.

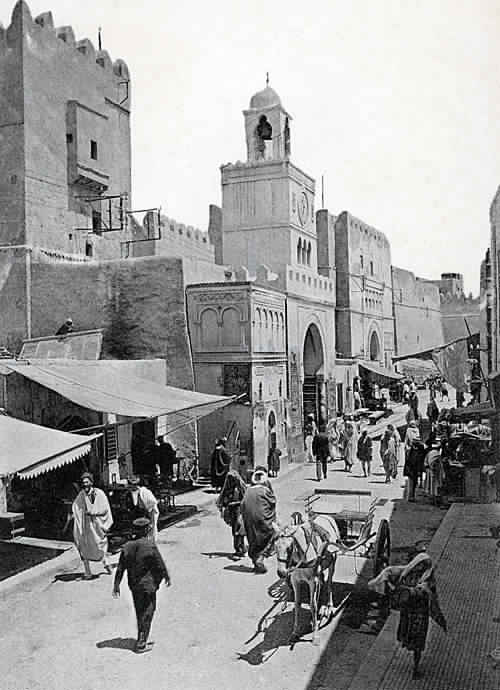
Bab Diwan à la fin du XIXe siècle.

Historiquement, la porte originale de Bab Diwan (celle la plus à l'ouest) constitue, avec Bab Jebli, les premières entrées monumentales de la médina et les seules jusqu'à la fin du XIXe siècle. Sa construction remonte au règne des Aghlabides : elle est bâtie avec les remparts et la grande mosquée au milieu du IXe siècle.
Cible de plusieurs attaques extérieures durant l'histoire de la ville, cette porte est restaurée à maintes reprises : elle est reconstruite en 1306 par les Hafsides puis restaurée en 1619 et 1646. Une dernière rénovation prend place en 1748, sous le règne des Husseinites. Elle est endommagée par les soldats français pendant la prise de Sfax en 1881 ainsi que pendant la Seconde Guerre mondiale, ce qui nécessite plusieurs travaux de restauration. Au XXe siècle, d'autres ouvertures sont aménagées à côté de la porte historique afin de décongestionner la médina et favoriser les échanges avec le quartier colonial de Bab El Bhar.
De nos jours, Bab Diwan est le siège des plus grands événements de la ville de Sfax, tels que des rassemblements politiques, des festivités, des campagnes de sensibilisation et des protestations syndicales.

## Description

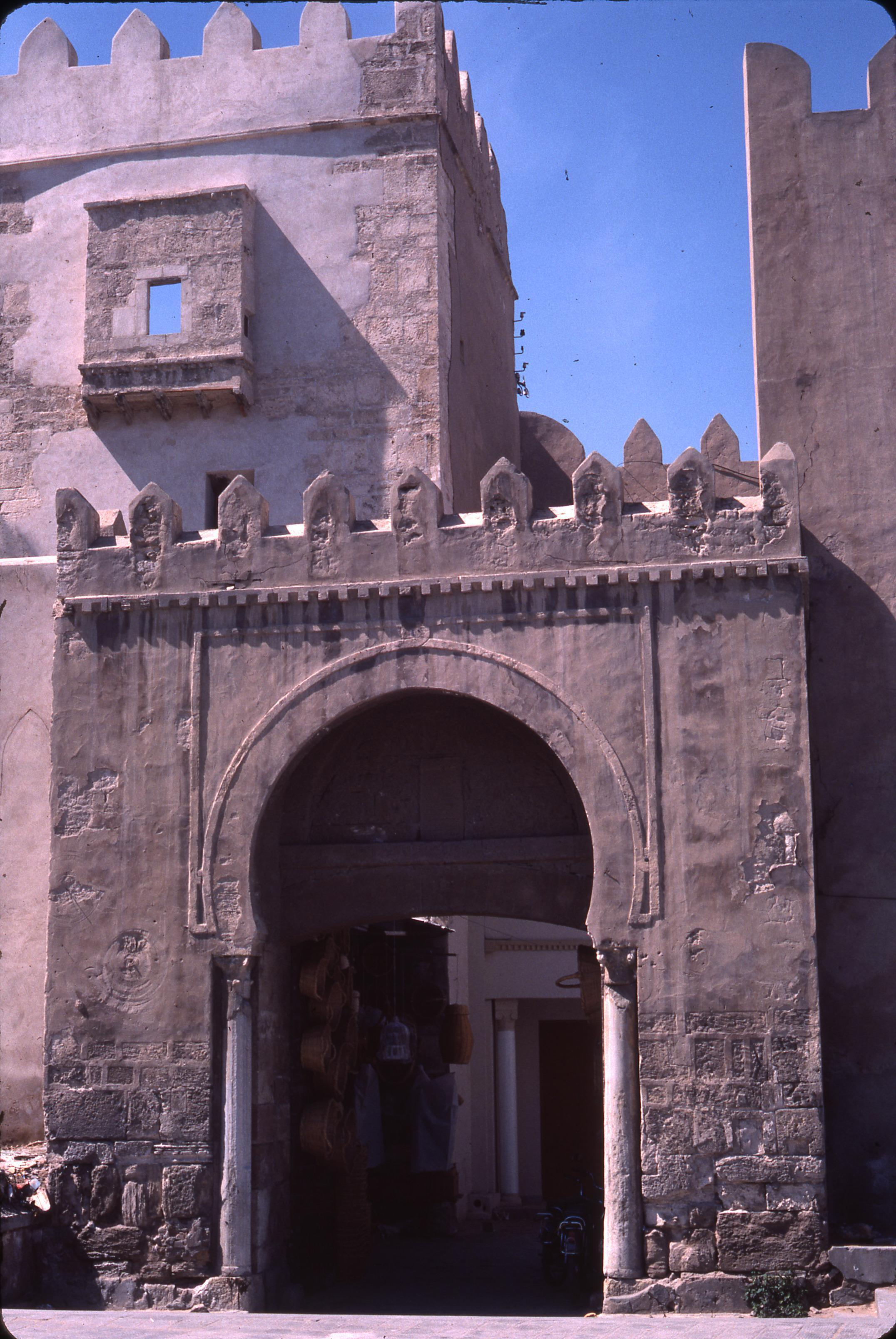
Porte originale.

Ouvrant sur la mer (d'où son nom de Bab El Bhar), il s'agit d'un dispositif d'entrée fortifié de style aghlabide bâti en pierre de taille. Il se présente sous la forme d'une entrée en chicane (double coude) pour des raisons sécuritaires, avec des portes en bois et des arcs outrepassés couverts d'inscriptions épigraphiques. Il est adossé aussi à des tours de garde. La baie extérieure donne sur un passage à ciel ouvert bordé de cellules qui servaient autrefois aux garnisons et aux percepteurs des impôts.
De l'intérieur, l'aboutissement de Bab Diwan mène vers une placette en face de la mosquée El Ajouzine alors que, de l'extérieur, cette porte ouvre sur la grande place de Bab Diwan.

## Autres ouvertures

### Porte de France ou porte Declassé
Vers 1905, après l'instauration du protectorat français, une deuxième porte est percée à l'est de la porte historique de Bab Diwan, assurant ainsi un accès plus facile à la médina. D'allure similaire à la première porte, cette dernière a porté le nom de « Porte de France » ou « Porte Delcassé », du nom du ministre français des Affaires étrangères, Théophile Delcassé, qui aurait suggéré la création de cette porte au cours d'une visite à Sfax,.

### Grandes baies

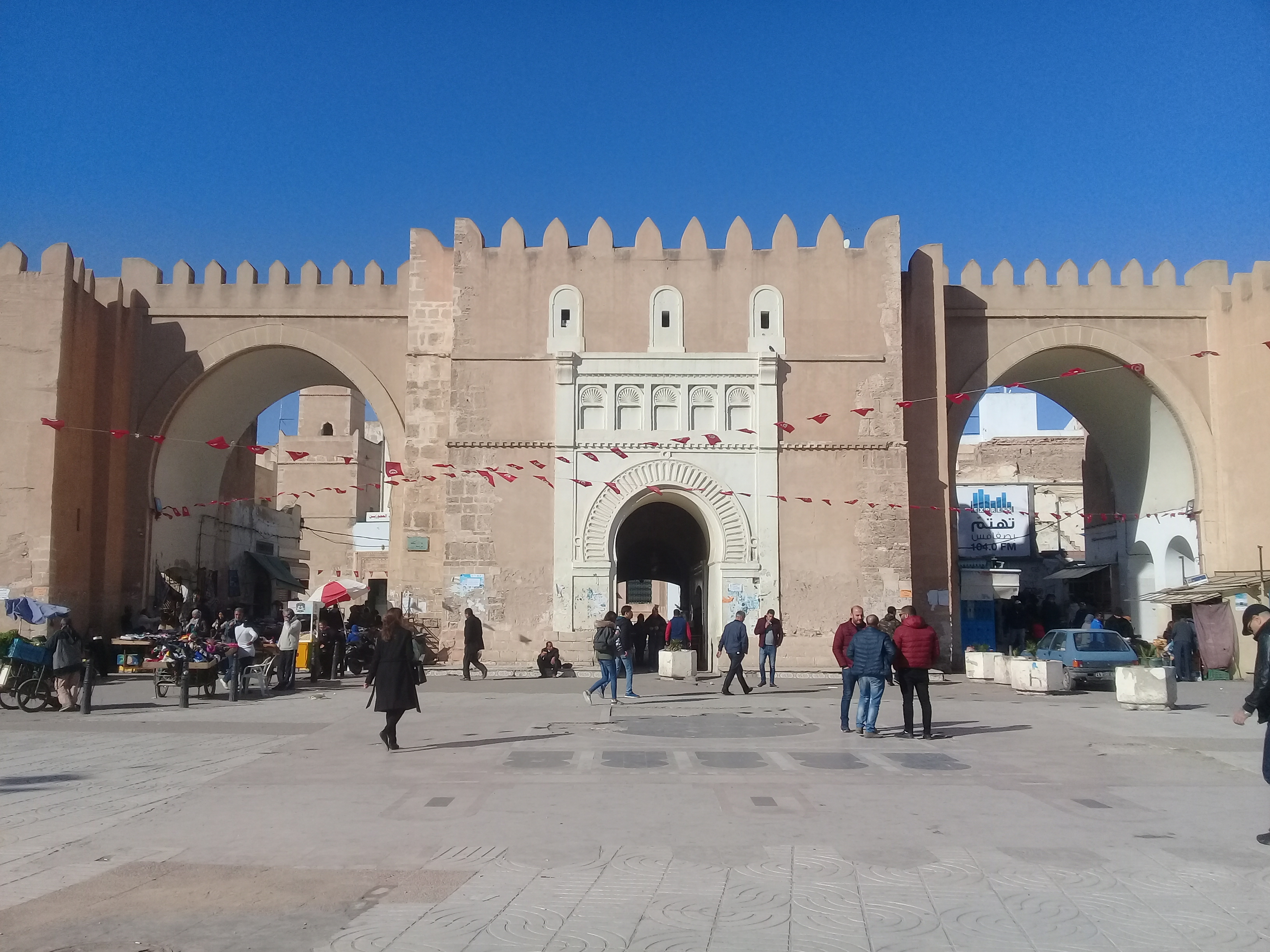
Porte de France encadrée par les deux grandes baies.

Après l'indépendance de la Tunisie, deux grandes portes sont percées de part et d'autre de la porte Delcassé pour faciliter davantage les échanges entre la médina et le quartier de Bab El Bhar.

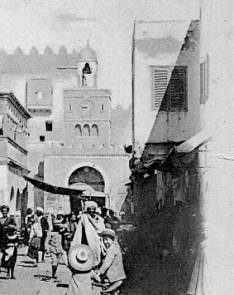
Bab Diwan vers le début du XXe siècle.
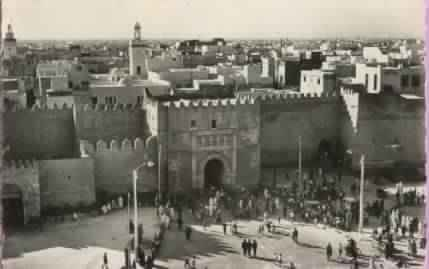
Bab Diwan en 1954.
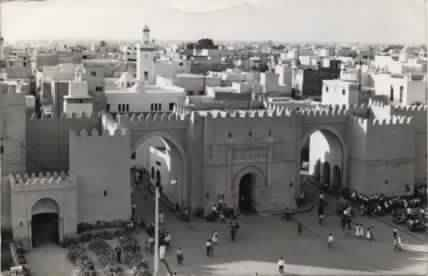
Bab Diwan vers 1960 après l'ajout des deux grandes baies.